# La porsea
La porsea è una raccolta del cantante italiano Benito Urgu e del suo gruppo musicale I Barrittas. La raccolta è uscita in formato musicassetta. 

## Tracce

### Lato A
1. La Porsea (Tradizionale) – 3:45
2. Sotto le ascelle – 3:30 (Alessandro Fois, Benito Urgu)
3. Ziu Paddori – 2:15 (Benito Urgu)
4. Efisineddu – 3:10 (Benito Urgu)
5. Cambale twist – 1:50 (Benito Urgu)

Durata totale: 14:30

### Lato B
1. Sexy Fonni – 3:30 (Benito Urgu, Giacomo Medas)
2. Sa murra – 2:15 (Benito Urgu, Giacomo Medas)
3. Whisky, birra e Johnny Cola – 3:00 (Benito Urgu, Giacomo Medas)
4. Juannica Twist – 2:25 (Benito Urgu)

Durata totale: 11:10